# Pojedynek w Corralu O.K.
Pojedynek w Corralu O.K. (ang. Gunfight at the O.K. Corral) – amerykański western historyczny z 1957 roku w reżyserii Johna Sturgesa. Film wyprodukowany został przez Paramount Pictures.

## Obsada
- Burt Lancaster – Wyatt Earp
- Kirk Douglas – Doc Holliday
- Rhonda Fleming – Laura Denbow
- Jo Van Fleet – Kate Fisher
- John Ireland – Johnny Ringo
- Lyle Bettger – Ike Clanton
- Frank Faylen – Cotton Wilson
- Earl Holliman – Charlie Bassett
- Ted de Corsia – Shanghai Pierce
- Dennis Hopper – Billy Clanton
- Whit Bissell – John P. Clum
- George Mathews – John Shanssey
- John Hudson – Virgil Earp
- DeForest Kelley – Morgan Earp
- Martin Milner – James „Jimmy” Earp
- Lee Van Cleef – Ed Bailey
- Jack Elam – Tom McLowery